# Preloge pri Šmarju
Preloge pri Šmarju – wieś w Słowenii, w gminie Šmarje pri Jelšah. W 2018 roku liczyła 113 mieszkańców.